# Adriano Durante
Adriano Durante (Treviso, Vèneto, 24 de julio de 1940 - 23 de junio de 2009) fue un ciclista italiano que fue profesional entre 1963 y 1972. Durante su carrera profesional consiguió 19 victorias, entre las cuales destacan tres etapas al Giro de Italia y una al Tour de Francia.

## Palmarés
1961
- 1º en la Vicenza-Bionde

1962
- 1º en el Piccolo Giro de Lombardía

1963
- 1º en el Giro del Lazio
- 1º en el Giro del Piemonte
- 1º en la Milán-Vignola
- 1º en el Giro de la Campania
- Vencedor de una etapa al Giro de Italia

1964
- 1º en el Giro de la Romania

1965
- 1º en el Col San Martino
- 1º en la Copa Bernocchi
- 1º en el Giro de la Provincia de Reggio Calabria
- Vencedor de 2 etapas en el Giro de Italia
- Vencedor de una etapa en el Tour de Francia
- Vencedor de una etapa en la Vuelta a Andalucía

1966
- 1º en la Milán-Vignola
- Vencedor de una etapa en la París-Niza

1967
- 1º en Aiello del Friuli

1968
- 1º en el Gran Premio de la Industria y el Comercio de Prato
- Vencedor de una etapa a los Cuatro días de Dunkerque

1969
- 1 etapa de la Tirreno-Adriático

1970
- 1º en la Milán-Vignola

### Resultados al Giro de Italia
- 1963. Abandona. Vencedor de una etapa
- 1964. 75.º de la clasificación general
- 1965. 65.º de la clasificación general. Vencedor de 2 etapas
- 1966. 57.º de la clasificación general
- 1967. 65.º de la clasificación general
- 1968. 79.º de la clasificación general
- 1969. Abandona
- 1970. 96.º de la clasificación general

### Resultados al Tour de Francia
- 1965. 73è de la clasificación general. Vencedor de una etapa
- 1967. 80è de la clasificación general
- 1970. 99è de la clasificación general